# Juan Gundlach
Juan Gundlach (Marburg, in Hessen, toen behorend tot het Koninkrijk Westfalen, 17 juli 1810 – Havana in Cuba, 17 maart 1896) was een Cubaanse zoöloog van Duitse afkomst. Het zwaartepunt van zijn onderzoekingen lag binnen de ornithologie en de entomologie. Hij publiceerde ook over zoogdieren,  weekdieren, reptielen en amfibieën.

## Biografie
Juan was de zoon van een hoogleraar in de wis- en natuurkunde. Door een ongeluk verloor hij zijn reukvermogen en daardoor had hij geen moeite met het prepareren van dode dieren in verregaande staat van ontbinding. In 1837 behaalde hij zijn dokterstitel met de verdediging van een proefschrift over de veren van vogels. In november 1838 ging hij in op een uitnodiging van een studievriend uit Suriname om als onderzoeker en verzamelaar van zoölogische specimens in Zuid-Amerika te werken. In 1839 stichtte hij in Cárdenas op Cuba een uitvalsbasis voor onderzoek en in 1852 trok hij naar Havanna waar hij de Cubaanse natuuronderzoeker Felipe Poey leerde kennen. Tussen 1856 en 1859 verkenden zij samen het oosten van Cuba en verzamelde Juan specimens. Hij ontdekte diverse nieuwe diersoorten op Cuba waaronder het kleinste vogeltje van de wereld, de bijkolibrie (Mellisuga helenae). In 1864 richtte hij het eerste natuurhistorische museum in Cuba op. Tussen 1859 en 1878 onderbrak hij zijn werk op Cuba tijdens de opstand tegen Spanje en was hij actief in Puerto Rico, waar hij een lijst samenstelde van de vogelsoorten van dat land en Antilliaanse fluitkikkers bestudeerde. In 1884 kwam hij terug op Cuba om zijn verzamelwerk in het oostelijk deel van het eiland voort te zetten.

## Nalatenschap
Hij beschreef zelf zes nieuwe vogelsoorten waaronder de Cubaanse palmkraai (Corvus minutus) en vijf soorten zijn naar hem vernoemd, waaronder de Cubaanse sperwer (Accipiter gundlachi). Daarnaast beschreef hij zeker vijf soorten en één geslacht zoogdieren waaronder de vleermuis Phyllonycteris poeyi, verder reptielen waaronder de Cubaanse nachthagedis (Cricosaura typica) en weekdieren en insecten waaronder de kwetsbare libellensoort Enallagma truncatum.

### Publicaties (selectie)
- Description of Five new Species of Birds and other Ornithological Notes of Cuban Species. Boston journal of natural history 1853 p313–319 biodiversitylibrary.org
- Notes on some Cuban Birds, with Description of three New Species. Annals of the Lyceum of Natural History of New York deel 6, 1858 pp 267–275 biodiversitylibrary.org
- Zusätze und Berichtigungen zu den Beiträgen zur Ornithologie Cuba's. Journal für Ornithologie 9, 1861. Pp 401–416, biodiversitylibrary.org
- Catalogo de las aves cubanas, 1873
- Catálogo de los reptiles cubanos, 1875
- Contribucion á la ornitologia cubana, 1876
- Contribucion a la mamalogia cubana, 1877
- Contribucíon a la erpetología cubana, 1880
- Apuntes para la fauna Puerto-Riqueña, 1881
- Contribución a la entomología cubana, (Tomo I). Lepidópteros., 1881
- Contribución a la entomología cubana, (Tomo II). Himenópteros., 1886
- Contribución a la entomología cubana, (Tomo III). Neurópteros, coleópteros, ortópteros…, 1891
- Notes on some Species of birds of the Island of Cuba. The Auk 8(2):187–191, full text
- Ornitología cubana ó Catálogo descriptivo de todas las especies de aves tanto indígenas como de paso anual o accidental observadas en 53 años, 1893

- Biblioteca Nacional de España: XX829109
- Catàleg d'autoritats de noms i títols de Catalunya: 981060175791406706
- Gemeinsame Normdatei: 117591211
- International Standard Name Identifier: 0000 0000 5945 418X
- Library of Congress Control Number: n93112986
- Nederlandse Thesaurus van Auteursnamen: 364202874
- SNAC: w65x5gf6
- Système universitaire de documentation: 080478409
- Virtual International Authority File: 238147783816868100628